# Alansmia stella
Alansmia stella är en stensöteväxtart som först beskrevs av Edwin Bingham Copeland, och fick sitt nu gällande namn av Moguel och M. Kessler. Alansmia stella ingår i släktet Alansmia och familjen Polypodiaceae. Utöver nominatformen finns också underarten A. s. flava.